# Eonycteris major
Eonycteris major é uma espécie de morcego da família Pteropodidae. Pode ser encontrada na Malásia, Brunei e Indonésia.